# Saint-Fuscien

Saint-Fuscien este o comună în departamentul Somme, Franța. În 1 ianuarie 2022 avea o populație de 1.418 de locuitori.
Se află la o altitudine de 108 m deasupra nivelului mării. Are o suprafață de 9,92 km². Populația este de 1.170 locuitori, determinată în 1 ianuarie 2017, prin recensământ.